# Daniił Apalkow
Daniił Jurjewicz Apalkow, ros. Даниил Юрьевич Апальков (ur. 1 stycznia 1992 w Magnitogorsku) – rosyjski hokeista.

## Kariera
- Mietałłurg 2 Magnitogorsk (2007–2009)
- Stalnyje Lisy Magnitogorsk (2009–2012)
- Mietałłurg Magnitogorsk (2010–2011)
- Łokomotiw Jarosław (2011–2019)
  -  Łoko Jarosław (2011)
  -  Łokomotiw 2 Jarosław (2012)
- Dinamo Moskwa (2019–2020)
- HK Soczi (2020)
- Jermak Angarsk (2021–2022)
- Re-Plast Unia Oświęcim (2022)

Wychowanek Mietałłurga Magnitogorsk. Od listopada 2011 roku zawodnik Łokomotiwu Jarosław. Do klubu trafił w czasie tworzenia nowego zespołu Łokomotiwu po katastrofie samolotu Yak Service 9634 z 7 września 2011, w której zginęła cała ówczesna drużyna. W grudniu 2013 przedłużył kontrakt z klubem do końca sezonu 2016/2017. W grudniu 2019 przeszedł do Dinama Moskwa. W maju 2020 przeszedł do HK Soczi. Odszedł stamtąd w grudniu 2020. W sierpniu 2021 ogłoszono jego transfer do macierzystego Mietałłurga. Występował jednak tylko w zespole farmerskim, Jermak Angarsk. W styczniu 2022 ogłoszono ich angaż do polskiego zespołu Re-Plast Unii Oświęcim. Grał tam do końca sezonu.
Uczestniczył w turniejach mistrzostw świata do lat 17 edycji 2009, mistrzostw świata juniorów do lat 18 edycji 2010, mistrzostw świata juniorów do lat 20 edycji 2012.

## Sukcesy
Reprezentacyjne
- Srebrny medal mistrzostw świata juniorów do lat 20: 2012

Klubowe
- Złoty medal MHL /  Puchar Charłamowa: 2010 ze Stalnyje Lisy Magnitogorsk
- Srebrny medal MHL: 2011 ze Stalnyje Lisy Magnitogorsk
- Brązowy medal MHL: 2012 ze Stalnyje Lisy Magnitogorsk
- Brązowy medal mistrzostw Rosji: 2014, 2017 z Łokomotiwem Jarosław
- Srebrny medal mistrzostw Polski: 2022 z Re-Plast Unią Oświęcim

Indywidualne
- KHL (2012/2013): najlepszy pierwszoroczniak miesiąca - wrzesień 2012[10]
- KHL (2015/2016): trzecie miejsce w klasyfikacji +/- w sezonie zasadniczym: +27